# Transpoziție Fries
Transpoziția Fries, denumită după chimistul german Karl Theophil Fries, este o reacție de transpoziție a unui ester fenolic la o hidroxi-aril cetonă în prezența unui catalizator acid Lewis (de exemplu, clorură de aluminiu AlCl3). Reacția presupune migrarea unei grupe acil a esterului fenolic pe nucleul arilic, proces care este selectiv pentru grupele orto și para:

## Mecanism de reacție
În prima etapă, acidul Lewis, precum este AlCl
3, coordinează atomul de oxigen din grupa carbonilică (acil). Acesta este mult mai bogat în electroni decât atomul de oxigen fenolic, fiind deci baza Lewis preferată. Se obține un carbocation aciliu care intră într-o reacție de substituție electrofilă aromatică ce se face pe nucleul aromatic. Protonul obținut formează acid clorhidric cu un atom de clor din AlCl
3. Orientarea substituenților este dependentă de temperatură; temperaturile scăzute favorizează substituția în poziția para, iar cele crescute favorizează substituția în poziția orto. De asemenea, formarea izomerului orto este favorizată de prezența solvenților nepolari; pe măsură ce crește polaritatea solventului, crește și raportul în favoarea izomerului para.